# Kohlsia keenani
Kohlsia keenani är en loppart som beskrevs av Tipton et Mendez 1961. Kohlsia keenani ingår i släktet Kohlsia och familjen fågelloppor. Inga underarter finns listade i Catalogue of Life.